# اریک لوید
اریک لوید (انگلیسی: Eric Lloyd؛ زادهٔ ۱۹ مهٔ ۱۹۸۶) یک هنرپیشه اهل ایالات متحده آمریکا است. وی از سال ۱۹۹۲ میلادی تاکنون مشغول فعالیت بوده‌است.
از فیلم‌ها یا برنامه‌های تلویزیونی که وی در آن نقش داشته‌است می‌توان به هری ساختارشکن، بابا نوئل، بابا نوئل ۲، بابا نوئل ۳، حریص و دانستون بررسی می‌کند اشاره کرد.